# Mira Suchodolska
Mira Suchodolska (ur. 24 października 1962 w Kędzierzynie-Koźlu) – polska dziennikarka, publicystka i autorka książek.

## Życiorys
Ukończyła studia dziennikarskie na Uniwersytecie Śląskim w Katowicach. Jako dziennikarka związana w latach 1983–1988 z Polskim Radio, w 1991 z Tygodnikiem „Tak i Nie”, w 1992-1994 z Trybuną Śląską, w 1995-2003 z Super Expressem, w 2004-2007 z Newsweek Polska, w 2007-2009 z PolskaTimes. Obecnie dziennikarz Dziennika Gazety Prawnej. Prowadziła warsztaty dziennikarskie w Szkole Wyższej Psychologii Społecznej.
W roku 2010, razem z Krzysztofem Ziemcem, napisała książkę „Wszystko jest po coś”. W 2020 roku wydała książkę „Wirusolodzy”.
Dwukrotnie nominowana do nagrody Grand Press, w 2014 roku w kategorii dziennikarstwo śledcze, za artykuł „On + ona = prawnik widmo”, w 2016 roku w kategorii dziennikarstwo specjalistyczne, za artykuł „Hejt i hajs”. W 2015 i 2017 roku wyróżniona w Konkursie im. Władysława Grabskiego Narodowego Banku Polskiego, w kategorii „felieton i analiza”.

## Publikacje książkowe
- Wszystko jest po coś (2010), Krzysztof Ziemiec i Mira Suchodolska
- Wirusolodzy (2020), Mira Suchodolska
- Religa Ojciec i Syn (2021), Grzegorz Religa i Mira Suchodolska